# One Vision
"One Vision" é um single da banda britânica de rock Queen, lançado em novembro de 1985. A canção faz parte do álbum A Kind of Magic, lançado em 1986.
A canção, assim como Stone Cold Crazy, foi creditada aos quatro membros do grupo, que contribuíram com ideias à faixa. A canção surgiu a partir de uma ideia do baterista Roger Taylor inspirada na vida de Martin Luther King Jr.. O clipe da canção utilizou-se de imagens do clipe de "Bohemian Rhapsody", lançado onze anos antes. A canção alcançou bom resultado comercial, chegando ao n°7 no Reino Unido e ao n°61 da Billboard Hot 100.

## Ficha técnica
Banda
- Freddie Mercury - vocais
- Brian May - guitarra e sintetizadores
- Roger Taylor - bateria
- John Deacon - baixo